# Alanap
Alanap (en rus: Аланап) és un poble del krai de Khabàrovsk, a Rússia, que el 2012 tenia 214 habitants. Pertany al districte rural de Verkhnebureïnski.